# Ейб Вигода
Ейбрахам Чарлс „Ейб“ Вигода (на английски: Abraham Charles 'Abe' Vigoda) (роден на 24 февруари 1921 г. – 26 януари 2016 г.) е американски актьор. Известен е с ролите си във филмите „Кръстникът“ и „Джо срещу вулкана“, както и с тази на Фил Фиш в сериала „Барни Милър“ и в последвалия спиноф „Фиш“.
На 22 януари 2016 г. племенникът му съобщава, че той е спрял да си взима лекарствата и е приет в болница. Вигода умира в дома на дъщеря си на 26 януари.